# هارلي كيمب
هارلي كيمب (بالإنجليزية: Harley Kemp)‏ هو لاعب دارت بريطاني، ولد في 9 يوليو 1994 في أستراليا.

## وصلات خارجية
- هارلي كيمب على موقع DartsDatabase.co.uk (الإنجليزية)